# Radfeld
Radfeld é um município da Áustria, situado no distrito de Kufstein, no estado do Tirol. Tem 14,32 km² de área e sua população em 2019 foi estimada em 2.514 habitantes.